# Agostino Cacciavillan
Agostino Cacciavillan, född 14 augusti 1926 i Novale di Valdagno i Veneto, Italien, död 5 mars 2022 i Vatikanstaten, var en italiensk kardinal inom katolska kyrkan. Han var kardinalprotodiakon från 2008 till 2011.